# Man in the Box
Man in the Box è un famoso singolo del gruppo grunge Alice in Chains contenuto nell'album Facelift e pubblicato nel Gennaio 1991..

## Descrizione
La canzone ottenne un ottimo successo, di critica e di pubblico, e fu trasmessa ripetutamente dalle radio, mentre il video venne fatto girare a ripetizione sul canale MTV. Il testo della canzone è una sorta di accusa contro i mass media. Pubblicata nel 1991, raggiungense la posizione n. 18 della Billboard 200 e fu anche nominata per il Grammy Award per la migliore interpretazione Hard Rock, e inoltre, è stata inserita nel 2007 tra le 100 migliori canzoni metal secondo VH1, più precisamente alla posizione 50.

## Video musicale
Il video è diretto da Paul Rachman, e mostra la band suonare in una specie di fienile, con Layne Staley che canta in un angolo del fienile, illuminato spesso da delle luci a torcia elettrica. Il video venne nominato come miglior video Heavy Metal/Hard Rock agli MTV Video Music Awards del 1991.

## Classifiche
Versione in studio
| Classifica (1991)             | Posizione massima |
| ----------------------------- | ----------------- |
| Stati Uniti (mainstream rock) | 18                |

Versione dal vivo
| Classifica (2000)             | Posizione massima |
| ----------------------------- | ----------------- |
| Stati Uniti (mainstream rock) | 39                |

## Influenza culturale
- Il wrestler professionista Tommy Dreamer usò Man in the Box come canzone d'entrata dal 1995 al 2001 durante la sua carriera in ECW, una volta giunto in WWE utilizzò una theme song molto simile.
- Nel gioco Rock Band 2 compare una versione censurata.